# Paul Lahaye
Pour l’article homonyme, voir Lahaye.
Paul Lahaye (né le 19 avril 1902 et mort le 22 avril 1983) est un agent d'assurance-vie, agriculteur et homme politique fédéral du Québec.

## Biographie
Né à Batiscan dans la région de la Mauricie, il sert comme secrétaire-trésorier de la municipalité de Batiscan de 1945 à 1948.
Élu député du Parti progressiste-conservateur du Canada dans la circonscription fédérale de Champlain en 1958, il avait précédemment été défait par le libéral Joseph Irénée Rochefort en 1957. Tentant une réélection en 1962, il fut défait par le libéral Jean-Paul Matte. Il fut à nouveau défait à Rivière-du-Loup—Témiscouata en 1965, par le libéral Rosaire Gendron.